# BBN Technologies
BBN Technologies (tidligere Bolt, Beranek and Newman) er en amerikansk teknologivirksomhed som sælger forsknings- og udviklingstjenester, især til det amerikanske militær. BBN er placeret i Cambridge, Massachusetts.
BBN blev stiftet i 1947 af Leo Beranek og Richard Bolt, begge professorer ved MIT, og Robert Newman, én af Bolts studerende.
Bolt, Beranek and Newman solgte i starten konsulentydelser inden for akustik, bl.a. i.f.m. mødesale ved FN-bygningen i New York. 
For at kunne lave akustiske analyser og beregninger opbyggede BBN tidligt stor ekspertise i computere. Denne ekspertise gav BBN mulighed for at sælge computerprojekter.
BBN arbejdede i 1960'erne på en række projekter for det amerikanske militær, og ansatte i den forbindelse en række specialister inden for hardware og software til elektronisk kommunikation. Mange af disse specialister kom fra MIT's projekt SAGE. I slutningen af 1960'erne havde BBN opbygget en unik ekspertise, og da ARPA udbød den opgave at opbygge et pakkekoblet netværk, var BBN i stand til at vinde opgaven.
Fra 1969 og frem til midten af 1970'erne var BBN hovedkraften i design, opbygning og drift af arpanet, forløberen for internettet. Undervejs implementerede BBN verdens første pakkekoblede netværk, den første router, sendte den første e-mail mellem to computere, og var hovedansvarlig for udvikling af IP og TCP netværksprotokollerne.
BBN laver den dag i dag såvel konsulentopgaver inden for akustik som større computer-projekter for USA's militær.